# Nebelhorn Trophy de 2007
Nebelhorn Trophy de 2007 foi a trigésima nona edição do Nebelhorn Trophy, um evento anual de patinação artística no gelo organizado pela União Alemã de Patinação no Gelo (em alemão:  Deutsche Eislauf-Union). A competição foi disputada entre os dias 27 de setembro e 30 de setembro, na cidade de Oberstdorf, Alemanha.

## Eventos
- Individual masculino
- Individual feminino
- Duplas
- Dança no gelo

## Medalhistas
| Evento                        | Ouro                                                | Prata                                      | Bronze                                      |
| Individual masculino detalhes | Michal Březina · República Tcheca                   | Shaun Rogers · Estados Unidos              | Tomáš Verner · República Tcheca             |
| Individual feminino detalhes  | Carolina Kostner · Itália                           | Megan Williams Stewart · Estados Unidos    | Laura Lepistö · Finlândia                   |
| Duplas detalhes               | Aliona Savchenko · Robin Szolkowy · Alemanha        | Meagan Duhamel · Craig Buntin · Canadá     | Amanda Evora · Mark Ladwig · Estados Unidos |
| Dança no gelo detalhes        | Jennifer Wester · Daniil Barantsev · Estados Unidos | Christina Beier · William Beier · Alemanha | Alla Beknazarova · Vladimir Zuev · Ucrânia  |

## Resultados

### Individual masculino
| Pos.              | Nome                 | Nacionalidade        | Pontos | PC         | PL          |
| ----------------- | -------------------- | -------------------- | ------ | ---------- | ----------- |
| Medalha de ouro   | Michal Březina       | República Tcheca     | 185.55 | 61.30 (3)  | 124.2 (1)   |
| Medalha de prata  | Shaun Rogers         | Estados Unidos       | 185.02 | 61.55 (2)  | 123.47 (2)  |
| Medalha de bronze | Tomáš Verner         | República Tcheca     | 178.50 | 73.11 (1)  | 105.39 (9)  |
| 4                 | Igor Macypura        | Eslováquia           | 177.13 | 59.88 (4)  | 117.25 (3)  |
| 5                 | Derrick Delmore      | Estados Unidos       | 166.31 | 51.78 (9)  | 114.53 (4)  |
| 6                 | Vaughn Chipeur       | Canadá               | 163.27 | 53.59 (7)  | 109.68 (5)  |
| 7                 | Alexander Uspenski   | Rússia               | 162.66 | 56.07 (5)  | 106.59 (7)  |
| 8                 | Mikhail Magerovski   | Rússia               | 157.05 | 49.23 (10) | 107.82 (6)  |
| 9                 | Jamal Othman         | Suíça                | 151.88 | 46.16 (15) | 105.72 (8)  |
| 10                | Przemysław Domański  | Polônia              | 151.69 | 54.45 (6)  | 97.24 (11)  |
| 11                | Joey Russell         | Canadá               | 148.35 | 46.08 (16) | 102.27 (10) |
| 12                | Vitali Sazonets      | Ucrânia              | 143.54 | 48.76 (11) | 94.78 (12)  |
| 13                | Damjan Ostojič       | Bósnia e Herzegovina | 139.04 | 47.60 (13) | 91.44 (14)  |
| 14                | Zoltán Kelemen       | Romênia              | 137.18 | 48.40 (12) | 88.78 (15)  |
| 15                | Peter Liebers        | Alemanha             | 133.61 | 52.09 (8)  | 81.52 (17)  |
| 16                | Ari-Pekka Nurmenkari | Finlândia            | 133.01 | 40.81 (18) | 92.20 (13)  |
| 17                | Martin Liebers       | Alemanha             | 129.12 | 43.10 (17) | 86.02 (16)  |
| 18                | Taras Rajec          | Eslováquia           | 128.04 | 47.51 (14) | 80.53 (19)  |
| 19                | Luis Hernández       | México               | 114.07 | 32.84 (21) | 81.23 (18)  |
| 20                | Norman Keck          | Alemanha             | 110.90 | 38.26 (19) | 72.64 (20)  |
| 21                | Dean Timmins         | Austrália            | 101.09 | 34.02 (20) | 67.07 (21)  |
| WD                | Alexandr Kazakov     | Bielorrússia         | —      | — (WD)     |             |

### Individual feminino
| Pos.              | Nome                   | Nacionalidade    | Pontos | PC         | PL         |
| ----------------- | ---------------------- | ---------------- | ------ | ---------- | ---------- |
| Medalha de ouro   | Carolina Kostner       | Itália           | 173.53 | 60.15 (1)  | 113.38 (1) |
| Medalha de prata  | Megan Williams Stewart | Estados Unidos   | 141.60 | 48.97 (4)  | 92.63 (2)  |
| Medalha de bronze | Laura Lepistö          | Finlândia        | 141.07 | 50.41 (3)  | 90.66 (3)  |
| 4                 | Annette Dytrt          | Alemanha         | 134.78 | 51.84 (2)  | 82.94 (6)  |
| 5                 | Júlia Sebestyén        | Hungria          | 133.81 | 43.92 (10) | 89.89 (4)  |
| 6                 | Jelena Glebova         | Estônia          | 127.03 | 40.59 (13) | 86.44 (5)  |
| 7                 | Anna Jurkiewicz        | Polônia          | 126.83 | 44.95 (8)  | 81.88 (7)  |
| 8                 | Kristin Wieczorek      | Alemanha         | 124.28 | 45.82 (6)  | 78.46 (13) |
| 9                 | Arina Martinova        | Rússia           | 123.58 | 44.64 (9)  | 78.94 (10) |
| 10                | Constanze Paulinus     | Alemanha         | 122.70 | 43.36 (11) | 79.34 (9)  |
| 11                | Tuğba Karademir        | Turquia          | 121.51 | 45.35 (7)  | 76.16 (14) |
| 12                | Ivana Reitmayerová     | Eslováquia       | 120.16 | 41.54 (12) | 78.62 (12) |
| 13                | Danielle Kahle         | Estados Unidos   | 117.42 | 37.72 (15) | 79.70 (8)  |
| 14                | Nella Simaová          | República Tcheca | 116.15 | 37.37 (16) | 78.78 (11) |
| 15                | Alisa Drei             | Finlândia        | 115.46 | 46.09 (5)  | 69.37 (16) |
| 16                | Karen Venhuizen        | Países Baixos    | 109.61 | 38.04 (14) | 71.57 (15) |
| 17                | Cindy Carquillat       | Suíça            | 103.52 | 36.42 (17) | 67.10 (17) |
| 18                | Ana Cecilia Cantu      | México           | 99.35  | 36.36 (18) | 62.99 (18) |
| 19                | Katharina Häcker       | Alemanha         | 98.14  | 35.81 (19) | 62.33 (19) |
| 20                | Andrea Kreuzer         | Áustria          | 92.67  | 35.07 (20) | 57.60 (22) |
| 21                | Isabelle Pieman        | Bélgica          | 90.25  | 31.34 (22) | 58.91 (21) |
| 22                | Ekaterina Proyda       | Ucrânia          | 89.86  | 34.02 (21) | 55.84 (23) |
| 23                | Stasia Rage            | Letônia          | 84.42  | 24.31 (23) | 60.11 (20) |
| WD                | Myriam Leuenberger     | Suíça            | —      | — (WD)     |            |

### Duplas
| Pos.              | Nome                                 | Nacionalidade  | Pontos | PC        | PL         |
| ----------------- | ------------------------------------ | -------------- | ------ | --------- | ---------- |
| Medalha de ouro   | Aliona Savchenko / Robin Szolkowy    | Alemanha       | 175.15 | 69.33 (1) | 105.82 (1) |
| Medalha de prata  | Meagan Duhamel / Craig Buntin        | Canadá         | 147.86 | 56.66 (2) | 91.20 (3)  |
| Medalha de bronze | Amanda Evora / Mark Ladwig           | Estados Unidos | 146.89 | 47.18 (4) | 99.71 (2)  |
| 4                 | Rachel Kirkland / Eric Radford       | Canadá         | 137.07 | 49.15 (3) | 87.92 (4)  |
| 5                 | Tiffany Vise / Derek Trent           | Estados Unidos | 121.02 | 44.68 (5) | 76.34 (6)  |
| 6                 | Stacey Kemp / David King             | Reino Unido    | 118.51 | 41.39 (6) | 77.12 (5)  |
| WD                | Laura Magitteri / Ondřej Hotárek     | Itália         | —      | 40.26 (7) | — (WD)     |
| WD                | Dominika Piątkowska / Dmitri Khromin | Polônia        | —      | — (WD)    |            |

### Dança no gelo
| Pos.              | Nome                                         | Nacionalidade    | Pontos | DC         | DO         | DL         |
| ----------------- | -------------------------------------------- | ---------------- | ------ | ---------- | ---------- | ---------- |
| Medalha de ouro   | Jennifer Wester / Daniil Barantsev           | Estados Unidos   | 157.03 | 30.33 (1)  | 47.46 (1)  | 79.24 (1)  |
| Medalha de prata  | Christina Beier / William Beier              | Alemanha         | 149.91 | 27.13 (4)  | 46.76 (2)  | 76.02 (2)  |
| Medalha de bronze | Alla Beknazarova / Vladimir Zuev             | Ucrânia          | 146.16 | 29.86 (2)  | 44.48 (3)  | 71.82 (4)  |
| 4                 | Allie Hann-Mccurdy / Michael Coreno          | Canadá           | 143.82 | 27.78 (3)  | 42.66 (5)  | 73.38 (3)  |
| 5                 | Carolina Hermann / Daniel Hermann            | Alemanha         | 137.36 | 26.46 (5)  | 42.64 (6)  | 68.26 (5)  |
| 6                 | Barbora Silná / Dmitri Matsjuk               | Áustria          | 137.29 | 26.09 (7)  | 43.08 (4)  | 68.12 (6)  |
| 7                 | Alina Saprikina / Pavel Khimich              | Ucrânia          | 132.12 | 22.76 (10) | 42.12 (7)  | 67.24 (7)  |
| 8                 | Lynn Kriengkrairut / Logan Giulietti-Schmitt | Estados Unidos   | 130.33 | 22.40 (11) | 41.15 (9)  | 66.78 (8)  |
| 9                 | Olga Gmizina / Ivan Lobanov                  | Rússia           | 129.40 | 25.52 (8)  | 40.97 (10) | 62.91 (10) |
| 10                | Mylène Girard / Liam Dougherty               | Canadá           | 127.41 | 26.19 (6)  | 41.70 (8)  | 59.52 (11) |
| 11                | Lucie Myslivečková / Matěj Novák             | República Tcheca | 123.05 | 22.15 (12) | 36.48 (12) | 64.42 (9)  |
| 12                | Phillipa Towler-Green / Phillip Poole        | Reino Unido      | 118.44 | 22.98 (9)  | 36.44 (13) | 59.02 (12) |
| 13                | Tanja Kolbe / Sascha Rabe                    | Alemanha         | 117.41 | 19.71 (14) | 39.47 (11) | 58.23 (13) |
| WD                | Laura Magitteri / Ondřej Hotárek             | Itália           | —      | 21.48 (13) | 32.84 (14) | — (WD)     |
| WD                | Evgenia Melnik / Oleg Krupen                 | Bielorrússia     | —      | — (WD)     |            |            |

## Quadro de medalhas
| Ordem | País             | Medalha de ouro | Medalha de prata | Medalha de bronze |    | Ordem por total |
| ----- | ---------------- | --------------- | ---------------- | ----------------- | -- | --------------- |
| 1     | Estados Unidos   | 1               | 2                | 1                 | 4  | 1               |
| 2     | Alemanha         | 1               | 1                |                   | 2  | 2               |
| 3     | República Tcheca | 1               |                  | 1                 | 2  | 2               |
| 4     | Itália           | 1               |                  |                   | 1  | 4               |
| 5     | Canadá           |                 | 1                |                   | 1  | 4               |
| 6     | Finlândia        |                 |                  | 1                 | 1  | 4               |
| 6     | Ucrânia          |                 |                  | 1                 | 1  | 4               |
| TOTAL | TOTAL            | 4               | 4                | 4                 | 12 | —               |